# Dr. Mario
Dr. Mario es un videojuego de lógica desarrollado por Nintendo publicado en el año 1990. Se lanzó  para los sistemas NES, Game Boy y sistemas recreativos renombrada como Vs. Dr. Mario.

## El juego
Se trata de un juego similar en apariencia al Puyo Puyo, en el que el fontanero de Nintendo se hace pasar por doctor, dejando caer píldoras en el campo de juego (diseñado en forma de botella). El jugador debe alinear las píldoras para conseguir derrotar a uno o más virus dependiendo de la alineación y de sus colores.
Las píldoras tienen dos partes, y cada una de estas partes, así como los virus, puede ser de uno de estos tres colores: rojo, amarillo y azul. Se obtienen de esta forma las seis combinaciones de cápsulas que se pueden dar en el juego, y que el jugador deberá ir rotando y alineando de forma que 4 o más bloques (que pueden ser virus, o partes de cápsulas) del mismo color en la misma fila o columna para hacerlos desaparecer.
El nivel terminará de forma exitosa cuando sean eliminados todos los virus de la botella. El juego finaliza cuando las cápsulas bloqueen el cuello de la botella y no puedan entrar más.
El juego tiene 21 niveles, y se diferencian en el progresivo número de virus que aparecen inicialmente en cada nivel. En el primer nivel se encuentran con 4 virus en pantalla, y los niveles 20 y superiores parten con 84 de estos microbios.
El juego cuenta con un modo multijugador para dos personas, consiste en eliminar todos los virus de la botella al igual que el modo de un único jugador pero en tres rondas ganando el jugador que consiga eliminar a todos los virus de su pantalla con mayor rapidez.
Las limitaciones del hardware de la Game Boy hicieron que su versión fuera ligeramente distinta a la de Nintendo Entertainment System . Al tener una pantalla monocroma, los tres colores para los virus y las cápsulas fueron el blanco, el negro y el gris. Además, aunque las filas eran de 8 bloques en ambas versiones, había una fila menos en la versión portátil (15 filas en lugar de las 16 de NES).

## Apariciones
- Además de las mencionadas versiones, se incluyó en el juego Tetris & Dr. Mario para la SNES, se desarrolló una nueva versión del juego para la Nintendo 64 llamado Dr. Mario 64 y este se relanzó para Gamecube en un recopilatorio de juego tipo rompecabezas llamado Nintendo Puzzle Collection que no llegó a salir de Japón.
- Dentro de la saga de juegos Wario Ware, hay algunos minijuegos que están basados en este.
- Los virus aparecen como enemigos en el juego Mario & Luigi: Superstar Saga, consistente en un RPG, protagonizado por Mario y Luigi.
- Dr. Mario aparece en el juego de lucha Super Smash Bros. Melee pero no llegó a ser uno en Super Smash Bros. Brawl, aunque vuelve en Super Smash Bros. para Nintendo 3DS y Wii U y Super Smash Bros. Ultimate.
- En el juego Dr. Mario & Bactericida de WiiWare, canal de juegos exclusivos desarrollados para Wii de venta en línea, permite jugar multijugador con amigos o a través de la Conexión Wi-Fi de Nintendo.
- Dr. Mario aparece en la revista Club Nintendo que se actualiza y se distribuye en México para todo el continente latinoamericano mensualmente, solucionando dudas y preguntas sobre los videojuegos de Nintendo. También tiene su propia galería de Arte, donde publica dibujos sobre estos.
- El juego aparece en Más Brain Training renombrado como «Bactericida».
- Tetris & Dr. Mario para la SNES consiguió el sello Player's Choice tras vender un millón de unidades.
- Dr. Mario es uno de los videojuegos presentados en el manga titulado Rock'n Game Boy, por Shigeto Ikehara y publicado por Comic BomBom del octubre de 1989 al diciembre de 1991.

## Cronología
- 1990: Dr. Mario para Game Boy, NES y Nintendo Switch.
- 1994: Tetris & Dr. Mario para SNES.
- 2001: Dr. Mario 64 para Nintendo 64.
- 2003: Nintendo Puzzle Collection para Nintendo GameCube (exclusivo para Japón).
- 2008: Dr. Mario & Germ Buster para Wii.
- 2008: Dr. Mario Express para Nintendo DSi.
- 2013: Dr. Luigi para Wii U.
- 2015: Dr. Mario: Miracle Cure para Nintendo 3DS.
- 2019: Dr. Mario World para iOS y Android.[1]